# Lucky Luke gegen Phil Steel
Lucky Luke gegen Phil Steel (franz. Originaltitel: Lucky Luke et Phil Defer „Le Faucheux“) ist ein Lucky-Luke-Comicalbum mit zwei Geschichten. Sowohl Text als auch Zeichnungen stammen aus der Feder des Lucky-Luke-Erfinders Morris. Das Album wurde bereits 1956 auf Französisch publiziert, die Geschichten auf Deutsch erstmals 1959 als Fortsetzungsgeschichten und 1967 im Albenkonzept.

## Handlung

### Lucky Luke gegen Phil Steel „Spinnenbein“

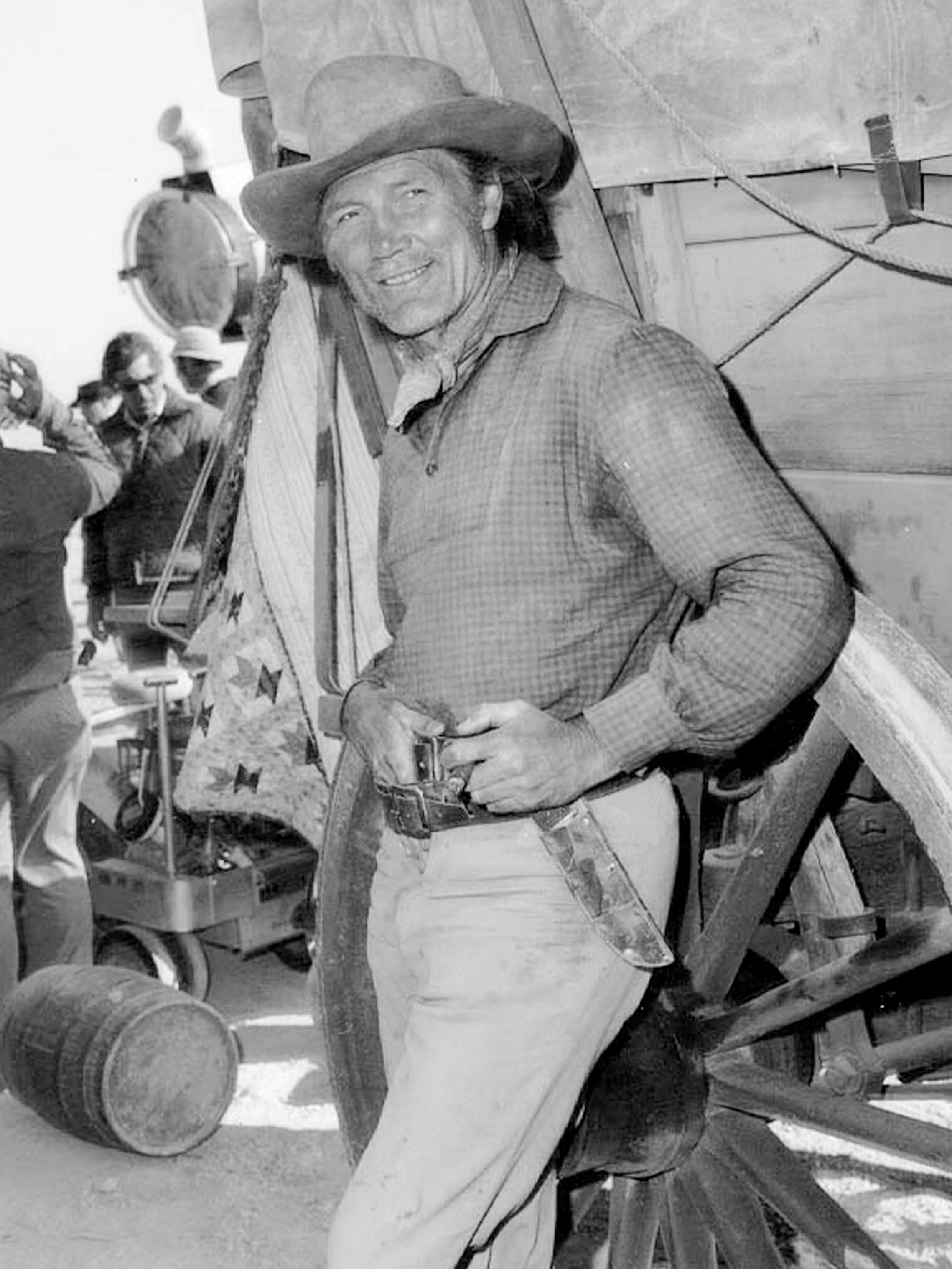
Jack Palance diente als Vorbild für Phil Defer (dt. Phil Steel)

Bottleneck Gulch ist eine Kleinstadt im amerikanischen Westen, in der das Gesetz noch ziemlich unbekannt ist. Dort betreibt O’Sullivan den Saloon „Pik As“. Weil er der einzige weit und breit ist, verdient O’Sullivan mit gepanschtem Whisky und Glücksspielen ordentlich Geld. Als O’Hara gleich daneben das „Herz As“ eröffnet, beschließt O’Sullivan, seinen Kontrahenten umgehend wieder zu verjagen. Da dies nicht funktioniert, greift er zu radikaleren Mitteln und schreibt einen Brief an einen gewissen Phil Steel, genannt „Spinnenbein“, einen Berufskiller. Steel, als Karikatur des amerikanischen Schauspielers Jack Palance ist er übertrieben groß und schlank, nimmt den Auftrag sofort an und möchte mit der Postkutsche nach Bottleneck Gulch reisen. Eine kurze Konfrontation mit Lucky Luke später, sitzt dieser statt Steel im Wagen und gibt sich auch gleich als Steel aus.
Da Lucky Luke O’Hara kennt, spielen die beiden O’Sullivan ein Schauspiel vor. Am Ende wird Luke – der immer noch für Steel gehalten wird – von O’Hara „erschossen“. Kurz darauf taucht der echte Steel in der Stadt auf und beginnt Angst und Schrecken zu verbreiten. Insbesondere terrorisiert und verjagt er die Gäste aus dem „Herz As“. Da kehrt Luke als alter Mann verkleidet in die Stadt zurück und legt sich mit Phil an, der auch zunächst den Kürzeren zieht und rausfliegt.
Danach beginnt Luke Steel und O’Sullivan mit subtilen Mitteln an ihrem Verstand zweifeln zu lassen. Er schickt ihnen ein tickendes Paket (enthält lediglich Springbohnen) und lässt den abergläubischen Steel über allerlei Unglücksbringer stolpern.
Schließlich kommt es zur großen Schießerei zwischen Lucky Luke und Phil Steel. Steel hält sich schon für den Sieger, da Luke alle sechs Schuss in seinem Revolver verbraucht hat. Steel möchte seinen Triumph auskosten und Luke erschießen, als ihn dieser niederschießt. Lucky Luke erklärt den verwirrten Zuschauern, dass er den einzigen siebenschüssigen Revolver des Westens besäße. O’Sullivan fliegt aus der Stadt und O’Hara führt nun den Saloon „Zu den zwei Assen“.

### Lucky Luke und „Pille“
In dieser Geschichte, die von Lucky Luke am Lagerfeuer erzählt wird, ist ein gewisser „Pille“ die Hauptperson. Dieser Pille kommt in der gesetzlosen Westernstadt Smokey Town mit dem Hochrad an und wird als Schwächling sofort zum Gespött aller Leute. Als ein Gangster den Saloon überfallen will, schlägt ihn Pille allerdings aus Ungeschicktheit nieder und wird darauf vom Richter zum neuen Sheriff ernannt. Wegen des großen Hutes, der ihm verpasst wird, sieht er nicht, dass er aus Versehen statt der Limonade den starken Whisky kippt. Völlig betrunken gelingt es ihm auch wieder nur durch Zufall, einen Bankräuber in die Flucht zu schlagen. Beim Schießtraining zeigt sich, dass der sicherste Ort bei „gezielten“ Schüssen direkt hinter der Zielscheibe ist.
Als sich eine Gangsterbande in der Stadt einnisten will, soll sie der Sheriff einbuchten. Bereits zu Beginn der Schießerei geht Pilles Brille kaputt, worauf er noch weniger Ahnung hat, wohin er schießt. Er betritt die Scheune der Gangster durch den Einstieg im Dachstock, wo er bereits erwartet wird. Er fällt zwischen zwei Banditen durch eine Falltür nach unten, und die beiden erschießen sich gegenseitig. Auch drei weitere Banditen werden von fehlgeleiteten Kugeln erledigt. Bleibt noch Lefty, der Boss. Dieser wartet draußen und schießt zwar zuerst, aber Pille trifft ihn dennoch (zufälligerweise) tödlich. Gerettet hat Pille seine Pillendose, die die Kugel von Lefty abgefangen hatte.
Lucky Luke beendet die Erzählung mit der Erklärung, dass inzwischen dank Pille in Smokey Town Gesetz und Ordnung herrschen würden.

## Veröffentlichungsgeschichte
Das Album stammt aus der Frühzeit des einsamen Cowboys, als Morris sowohl Text als auch Zeichnungen noch selber beisteuerte. Das Album erschien 1956 erstmals auf Französisch unter dem Titel Phil Defer. Die zwei Geschichten heißen im Original Phil Defer „le Faucheux“ und Lucky Luke et „Pilule“. Sie erschienen erstmals 1954 als Fortsetzungsgeschichte in Le Moustique, einer Radio-Programmzeitschrift aus dem Dupuis-Verlag. Für die Zeitung Spirou, wo Luke normalerweise erschien, erschienen die Geschichten zu gewalttätig. Gewaltverherrlichend sind die Geschichten trotz mehrerer Leichen aber nicht. Die Gewalt wurde in den neueren Ausgaben zudem wegen deutlicher Kritik teilweise entschärft: Während in den ersten Ausgaben Phil Steel tatsächlich von Lucky Luke erschossen wird, meint der Arzt in den aktuellen Ausgaben zu seinem Zustand lediglich, dass er mit seiner Schulter nie mehr schießen können würde. Morris meinte dazu: „Die Zensur führte zwangsläufig dazu, dass wir [Morris und sein späterer Texter René Goscinny] in unseren Serien niemanden mehr umlegten. Auf lange Sicht ist daraus ein Spiel geworden. Wir suchten nach Lösungen, nach Gags, nach Umkehrungen einer Situation, um zu vermeiden, dass Lucky Luke tötet. Zuvor hatte Lucky Luke einige Desperados erschossen. Phil Steel etwa wurde durch den berühmten siebenschüssigen Colt niedergestreckt…“
Auf die Idee, Phil Defer als Karikatur von Jack Palance zu zeichnen, kam Morris, nachdem er den Western Mein großer Freund Shane (Shane) gesehen hatte, mit dem die Karriere des Schauspielers gerade so richtig in Schwung kam. Der französische Übername „Faucheux“ bedeutet Weberknecht, bezeichnet also eine Spinnenart. Interessanterweise gab es zudem einen französischen Büchsenmacher namens „Lefaucheux“, der die Lefaucheux-Zündung für Revolver erfand.
Eine erste deutsche Fassung der Geschichten erschienen 1959 im Hamburger Alfons-Semrau-Verlag als Bottleneck Gulch und Der neue Sheriff in Der heitere Fridolin. Rolf Kauka legt den Comic im Albenkonzept 1967 als Lucky Luke: Spinnenbein schießt nicht allein (Fix und Foxi super tip top) neu auf, bevor 1994 Ehapa die beiden Comics im achten Band der Lucky Luke Classics und 2008 in der Albenreihe, da als Band 83, veröffentlichte.
Das Alter der Geschichten ist ihnen anzusehen, so unterscheidet sich der Stil insbesondere der gezeichneten Gesichter deutlich von denen in späteren Bänden.